# Cryptodus passaloides
Cryptodus passaloides är en skalbaggsart som beskrevs av Ernst Friedrich Germar 1848. Cryptodus passaloides ingår i släktet Cryptodus och familjen Dynastidae. Inga underarter finns listade i Catalogue of Life.